# Zastava pogodnosti
Zastava pogodnosti (eng. flag of convenience, FOC), zastava države povoljnih financijskih uvjeta, slabe i manje stroge zakonske regulacije pod kojom je brodovlasnik registrirao brod, a nije iz njegove matične države.
Danas je sedamdeset posto svjetske pomorske flote, mjereno prema tonaži, upisano je pod zastave pogodnosti ili je napustilo nacionalni pomorski upisnik. Zastave pogodnosti još uvijek su brodarima sigurno utočište od svih političkih pokušaja stabiliziranja nacionalnih ekonomija.
Brod pod zastavom pogodnosti je brod koji je upisan u upisnik države u kojoj vlasnik nema sjedište. Brodari pribjegavaju registrirati svoje brodove u državama zastava pogodnosti zbog financijskih razloga. Registriranje je jeftinije, a porezi su znatno niži ili ih uopće nema. Treća financijska strana je povoljnosti s radnom snagom. Države zastava pogodnosti nerijetko propisima omogućuju brodarima uštede na radnoj snazi. To je zbog mogućnosti zapošljavanja jeftinije radne snage i još one koja nije sindikalno organizirana, mogućnost smanjenja troškova nižim standardima života i rada članova posada, ograničenih prava zaposlenih. U državama zastava pogodnosti niska je zakonska zaštita radne snage i sprovođenje zaštite zaposlenih, zaposleni su slabo zaštićeni od poslodavaca koji ne plaćaju, obvezni zakonski zahtjevi zbog kojih su troškovi sigurnosti plovidbe znatno su niži, a mali je pritisak na poslodavce.
Sigurnosni su rizik. Sustav zastava pogodnosti omogućava vlasniku broda da ostati anoniman. Zbog mogućnost izbjegavanja zakonskih obveza nikakvim plaćanjem ili malim plaćanjima u državama gdje se evidencija slabo održava, njima često pribjegavaju zločinačke organizacije (kriomčarenje oružja, mogućnost pranja i skrivanja velikih svota novca, trgovanje stvarima i ljudima i druge nezakonite aktivnosti) da bi lakše zatrli trag djelovanja. Ovakvi slabi regulacijski uvjeti daju mogućnost terorističkim organizacijama mogu imati brodove u vlasništvu i nekažnjeno iskorištavati te brodove pod sustavom zastava pogodnosti.
Zbog toga ITF provodi kampanju u kojoj sudjeluje i SPH kroz svoj Inspektorat od 1993. godine. Radi sprječavanja zloporaba, ustanovljena je mreža inspektora koji istražuju sumnjive brodove i omogućuju pomorcima doći do svojih zaostalih i neisplaćenih plaća. S vlasnicima brodova pod zastavama pogodnosti pregovaraju da se pomorcima osigura zaštita minimalnih standarda, što se odražava u ITF-ovim kolektivnim ugovorima. Pomorcima pomažu dobiti naknadu ako pretrpe ozljedu kao rezultat nesreće na radu. U Međunarodnoj organizaciji rada i drugim međunarodnim tijelima zagovaraju ukidanje sustava brodova zastava pogodnosti i ustanovljenje zakonskog okvira za pomorsku industriju. Jačaju sindikate članove da bi osigurao solidarsnot u sprovođenju kampanje.
Također neke države pribjegavaju politici zastava pogodnosti da bi pribavili prijeko potrebni kapital. Da bi došli, postavljaju niske financijske i regulacijske zahtjeve. Ovo ne mora biti zločinačka namjera, pa zbog vlastita financijskog očaja dopuštaju regulacijski nemar. Ali, ovoj mjeri pribjegavaju i vlade zemalja visoke korupcije, upletene u zločinačke djelatnosti, diktature. Mogućnost zastava pogodnosti svojim nesamostalnim posjedima (npr. Otok Man) dopuštaju zemlje metropole, da bi preko njih kao svoje produžene ruke sprovodile svoje ratne, obavještajne ili protuobavještajne djelatnosti. 
Poslodavci ponekad pribjegavaju zastavama pogodnosti ne zbog zločinačkih namjera, nego radi zaštite flote, kad se država u kojoj imaju sjedište nađe u međunarodnoj izolaciji ili pred pljenidbom imovine. Brodari iz krajeva koji se namjeravaju osamostaliti također često pribjegavaju zastavama pogodnosti, da bi izbjegli pljenidbu ili progon od strane države od koje se odvajaju.

## Vanjske poveznice
- Pravnik : časopis za pravna i društvena pitanja, Vol.44 No.88 Srpanj 2010. Sven Kološ: Zastave pogodnosti i njihov utjecaj u međunarodnom pomorstvu